# Letzendorf
Letzendorf ist eine Siedlung der Gemeinde Endschütz im Landkreis Greiz in Thüringen.

## Geografie
Letzendorf ist über die Kreisstraße 512 erreichbar. Das Dorf liegt nordöstlich von Endschütz. Östlich von Letzendorf befindet sich die Talsperre Pohlen neben einem Waldgebiet. Weiter südlich befindet sich die Talsperre Letzendorf.

## Geschichte
Erst am 26. Oktober 1441 fand die urkundliche Ersterwähnung statt.
Der Weiler war und ist landwirtschaftlich geprägt.